# 桃園市立圖書館紅梅分館
桃園市立圖書館紅梅分館位於桃園市楊梅區紅梅里，是桃園市立圖書館的一座分館，並為位於楊梅區的四座分館之一。桃園市立圖書館紅梅分館成立於2018年3月19日，為楊梅區舊紅梅集會所原址改建而成，為3層樓的清水模工法建築。建築1樓為紅梅里市民活動中心，2、3樓是市立圖書館紅梅分館，藏書約2萬餘冊。

## 外部連結
- 桃園市立圖書館紅梅分館 （页面存档备份，存于）